# Afrique francophone
- Pays généralement considérés comme francophones.

La population de ces 32 pays et deux îles françaises[1], sur les 54 pays que compte l'Afrique (soit la moitié), s'élève à 540 millions d'habitants en 2025 sur les 1,3 milliard d'Africains (soit 33,0 % de la population africaine)[2] et devrait atteindre entre 845 et 891 millions d'habitants en 2050 (soit 34,0 % à 34,8 % de la population africaine) d'après les projections de population[3],[4].

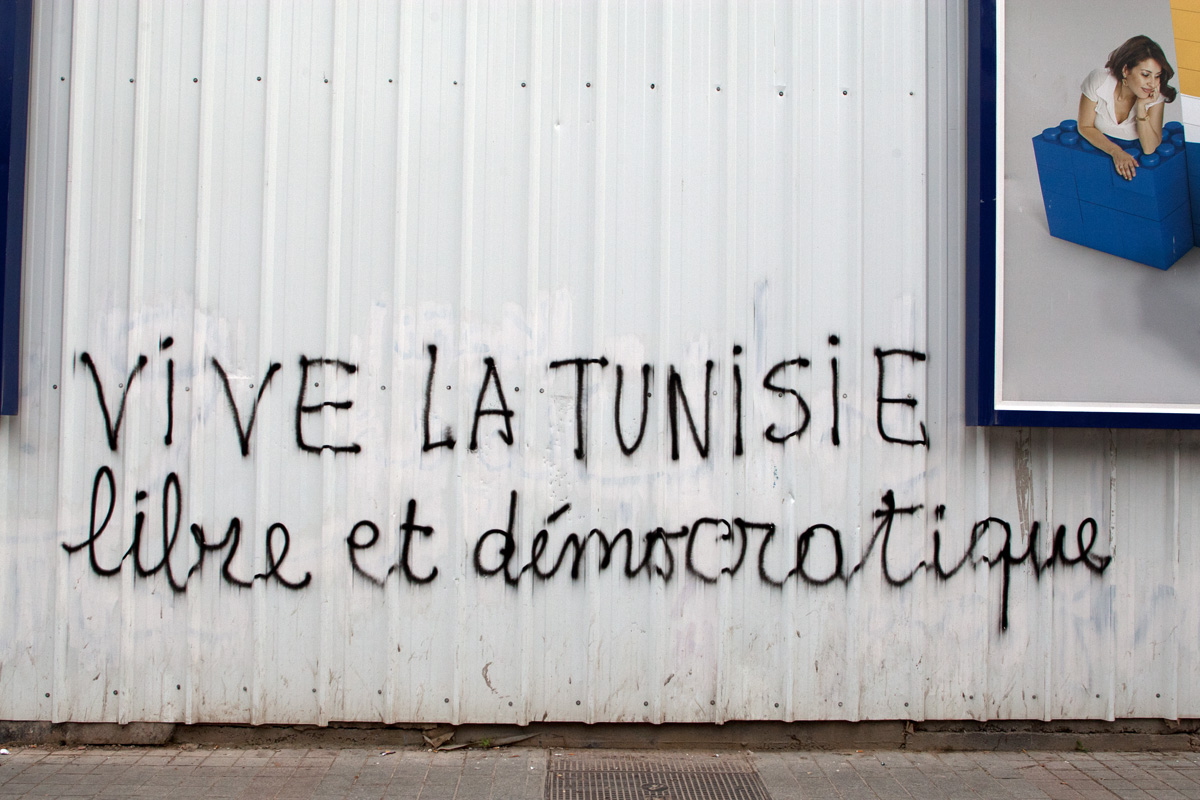
Graffiti sur l'avenue Habib-Bourguiba à Tunis en mars 2012.

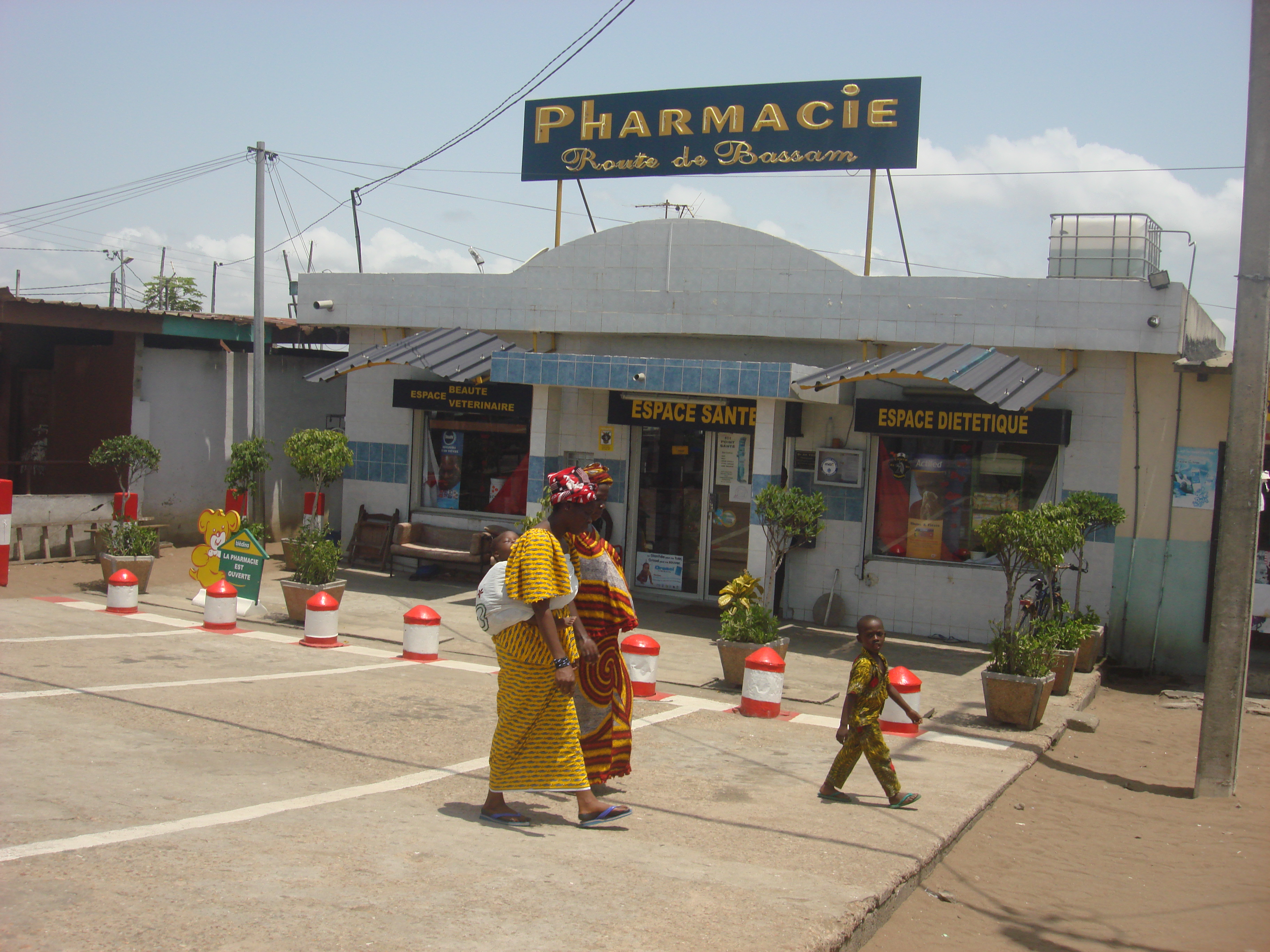
Pharmacie dans la commune de Port-Bouët à Abidjan en 2009.

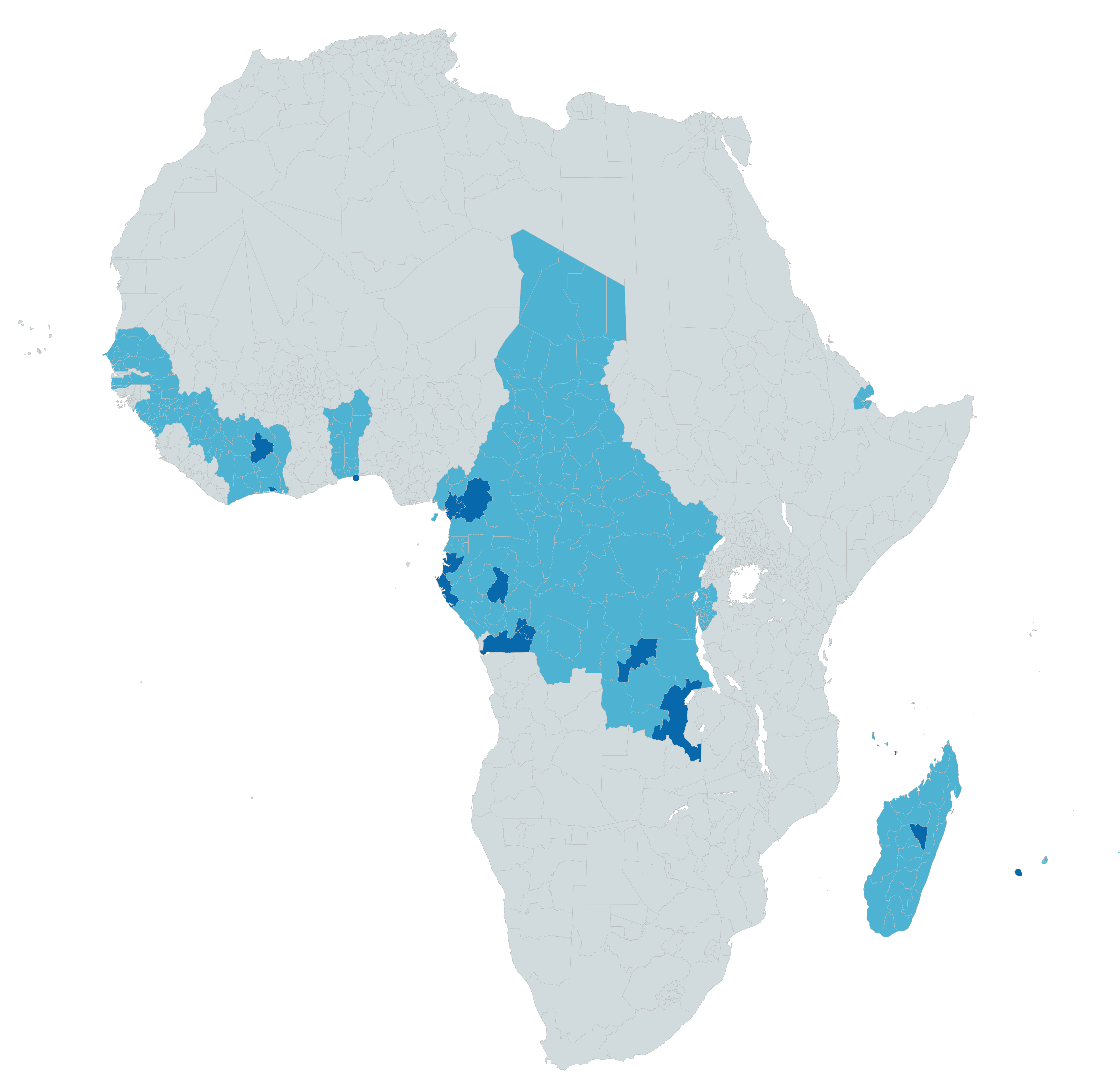
Pays africains où le français est langue officielle ou co-officielle..

Pays généralement considérés comme francophones.
La population de ces 32 pays et deux îles françaises, sur les 54 pays que compte l'Afrique (soit la moitié), s'élève à 540 millions d'habitants en 2025 sur les 1,3 milliard d'Africains (soit 33,0 % de la population africaine) et devrait atteindre entre 845 et 891 millions d'habitants en 2050 (soit 34,0 % à 34,8 % de la population africaine) d'après les projections de population,.
Pays ou régions parfois considérés comme francophones.
Pays non francophones ayant rejoint l'OIF.

L'Afrique francophone désigne tous les États d'Afrique ayant la langue française en partage.
Plus grande et plus peuplée que les États Unis d'Amérique, l'Afrique francophone est, à l'instar de l'Amérique latine et du monde arabe, l'une des plus grandes zones linguistiques contiguës au monde. Elle réunit une vingtaine de pays contigus partageant le français comme langue officielle et/ou véhiculaire sur un immense espace couvrant près de la moitié du continent africain, soit 5000 kilomètres du nord au sud et 4000 kilomètres d'est en ouest (6320 kilomètres de Tanger au nord du Maroc à Lubumbashi au sud de la RDC).
Le français d'Afrique est le nom générique des variétés de français parlées par environ 320 millions d'Africains dans 32 pays et territoires d'Afrique francophone en 2024. Ce décompte inclut ceux qui parlent le français comme première ou deuxième langue dans ces 32 pays et territoires d'Afrique francophone (du bleu sombre au bleu clair sur la carte), mais ne comprend pas les francophones vivant hors de l'Afrique francophone. L'Afrique est ainsi le continent possédant le plus grand nombre de locuteurs du français dans le monde. Le français est arrivé en Afrique avec les colonisations française et belge. Ces francophones africains constituent désormais la part la plus importante de la Francophonie.
Les pays francophones représentent près de la moitié des pays africains pour un tiers de la population du continent africain, et parmi ce tiers environ un tiers est francophone, ce qui fait en somme qu'un Africain sur neuf parle français.
Dans chacun des pays francophones d'Afrique, le français est parlé avec des spécificités locales dans la prononciation et le vocabulaire. En 2024, une estimation portait à 320 millions le nombre de francophones africains ; un chiffre dont la forte augmentation (79 millions en 1997 et 115 millions en 2006), résulte notamment de l'adoption du français comme langue maternelle ou première par les jeunesses urbaines de nombreux pays francophones tels que la Côte d'Ivoire ou le Cameroun. Selon une estimation de l'Organisation internationale de la Francophonie de 2024, 84,7 % des 400 millions de locuteurs quotidiens du français dans le monde (soit 350 millions) vivent en Afrique.
Selon une autre étude de l'Organisation Internationale de la Francophonie, l'Afrique regroupera en 2050 près de 85 % des francophones du monde, sur 715 millions de locuteurs, à condition que la scolarisation continue de progresser sur le continent, et que le français y demeure une langue enseignée.
En Afrique francophone, le français connaît à la fois une hausse du nombre de locuteurs et une baisse de la maîtrise de la langue.

## États et territoires africains où le français est une langue officielle
La liste ci-dessous recense les 21 États africains indépendants ainsi que les deux îles françaises (La Réunion et Mayotte) ayant le français comme langue officielle unique ou coofficielle avec d'autres, de jure.
| Pays                      | Population (est. 2016) | Francophones (est. 2016) | %    | Pages Vues Tous Wikis (2013) | Pages Vues Wiki FR (2013) | %    | Rang Wiki FR (2013) |
| ------------------------- | ---------------------- | ------------------------ | ---- | ---------------------------- | ------------------------- | ---- | ------------------- |
| Congo (RDC)               | 79 723 000             | 37 175 000               | 47 % | 5 733 000                    | 4 514 000                 | 79 % | 1                   |
| Madagascar                | 24 916 000             | 4 983 000                | 20 % | 14 788 000                   | 12 209 000                | 83 % | 1                   |
| Cameroun                  | 23 924 000             | 9 546 000                | 40 % | 17 305 000                   | 12 038 000                | 70 % | 1                   |
| Côte d'Ivoire             | 23 254 000             | 7 881 000                | 34 % | 28 872 000                   | 24 185 000                | 84 % | 1                   |
| Niger                     | 20 715 000             | 2 631 000                | 13 % | 2 080 000                    | 1 677 000                 | 81 % | 1                   |
| Burkina Faso              | 18 634 000             | 4 124 000                | 22 % | 5 384 000                    | 4 496 000                 | 84 % | 1                   |
| Mali                      | 18 135 000             | 3 061 000                | 17 % | 5 446 000                    | 4 441 000                 | 82 % | 1                   |
| Sénégal                   | 15 589 000             | 4 521 000                | 29 % | 32 076 000                   | 24 539 000                | 77 % | 1                   |
| Tchad                     | 14 497 000             | 1 827 000                | 13 % | 281 000                      | 174 000                   | 62 % | 1                   |
| Guinée                    | 12 947 000             | 3 118 000                | 24 % | 1 289 000                    | 963 000                   | 75 % | 1                   |
| Rwanda                    | 11 883 000             | 669 000                  | 6 %  | 6 674 000                    | 1 185 000                 | 18 % | 2                   |
| Burundi                   | 11 553 000             | 959 000                  | 8 %  | 1 716 000                    | 1 131 000                 | 66 % | 1                   |
| Bénin                     | 11 167 000             | 3 950 000                | 35 % | 5 260 000                    | 4 110 000                 | 78 % | 1                   |
| Togo                      | 7 497 000              | 2 914 000                | 39 % | 3 760 000                    | 2 808 000                 | 75 % | 1                   |
| République centrafricaine | 4 998 000              | 1 467 000                | 29 % | 245 000                      | 204 000                   | 83 % | 1                   |
| Congo (RC)                | 4 741 000              | 2 758 000                | 58 % | 1 706 000                    | 1 366 000                 | 80 % | 1                   |
| Gabon                     | 1 763 000              | 1 077 000                | 61 % | 5 270 000                    | 4 160 000                 | 79 % | 1                   |
| Djibouti                  | 900 000                | 450 000                  | 50 % | 8 428 000                    | 2 077 000                 | 25 % | 2                   |
| Guinée équatoriale        | 870 000                | 251 000                  | 29 % | 888 000                      | 225 000                   | 25 % | 2                   |
| La Réunion                | 867 000                | 763 000                  | 88 % | 43 078 000                   | 38 714 000                | 90 % | 1                   |
| Comores                   | 807 000                | 205 000                  | 25 % | 495 000                      | 409 000                   | 83 % | 1                   |
| Mayotte                   | 246 000                | 155 000                  | 63 % | ?                            | ?                         | ?    | ?                   |
| Seychelles                | 97 000                 | 51 000                   | 53 % | 2 331 000                    | 89 000                    | 4 %  | 2                   |
| Total                     | 309 723 000            | 94 536 000               | 31 % | 193 105 000                  | 145 714 000               | 75 % | 1                   |

### Statistiques

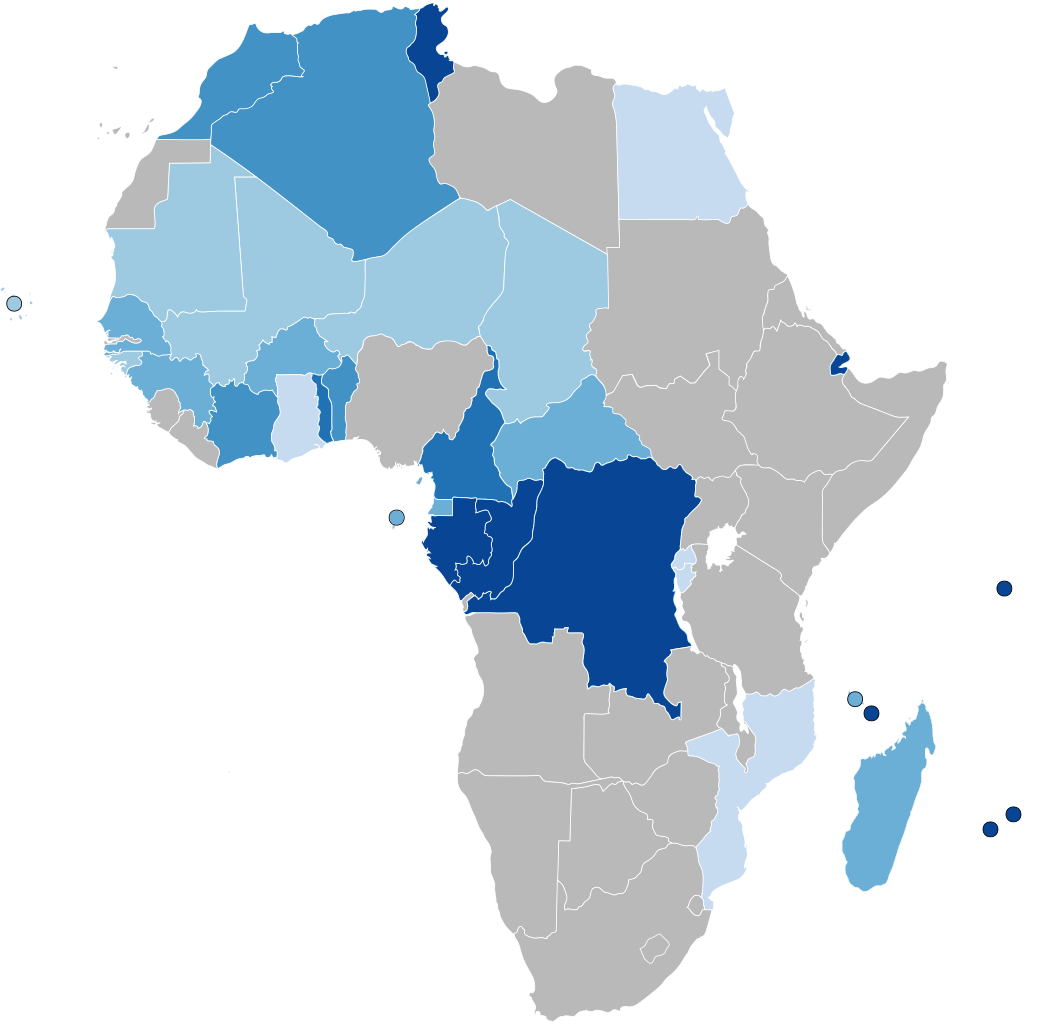
Pourcentage de locuteurs francophones par pays africain selon l'OIF en 2018 :
0-10%
11-20%
21-30%
31-40%
41-50%
>50%

La population totale de ces 21 États plus les deux îles françaises représente 310 millions d'habitants en 2016.
Voici également le classement des principales éditions linguistiques de l'encyclopédie Wikipédia consultées en 2013 dans les 21 États africains ayant le français pour langue officielle ou coofficielle ainsi qu'à La Réunion, entité dépendante de la France (il manque Mayotte qui ne possède pas de données) (≥ 1 %) :
| Rang | Langue   | %   | Pages vues  |
| ---- | -------- | --- | ----------- |
| 1    | Français | 75  | 145 714 000 |
| 2    | Anglais  | 21  | 40 156 000  |
| -    | Autres   | 4   | 7 235 000   |
| -    | Total    | 100 | 193 105 000 |

Les 193 millions de pages vues depuis les 21 États africains et les deux îles françaises ayant le français pour langue officielle ou coofficielle sur l'ensemble des éditions linguistiques de l'encyclopédie en ligne Wikipédia ne représentent que 1,4 % du total des pages vues sur l'ensemble des éditions linguistiques de Wikipédia des 29 États dans le monde ayant le français comme langue officielle ou coofficielle (13,7 milliards de pages vues). De même que les 146 millions de pages vues sur l'édition en langue française dans ces 21 États et deux îles françaises ne représentent que 2,3 % des pages vues sur cette édition linguistique parmi ces 29 États (6,4 milliards de pages vues). Également, ces 146 millions de pages vues ne représentent que 2,0 % des pages vues sur l'édition en langue française dans l'ensemble des pays du monde (7,4 milliards de pages vues). Il est à noter que rien que le Maroc génère plus de pages vues sur l'édition de Wikipédia en langue française que l'ensemble des pages vues sur toutes les éditions linguistiques dans ces 21 États et deux îles françaises (194 millions de pages vues sur l'édition en langue française en 2013 depuis le Maroc contre 193 millions de pages vues depuis ces 21 États et deux îles françaises sur l'ensemble des éditions linguistiques en 2013). De même, ces 146 millions de pages vues depuis ces 21 États et deux îles françaises ne représentent 22 % des pages vues en langue française depuis l'ensemble du continent africain, la majeure partie des consultations se faisant depuis le Maghreb (Maroc 194 millions, Algérie 170 millions et Tunisie 128 millions). Ces 146 millions représentent également 6 % du total des pages vues sur toutes les éditions linguistiques confondues depuis le continent africain, tandis que ces 193 millions représentent 8 % du total.

## Autres États africains où le français n'est pas une langue officielle mais est largement utilisé
- Algérie
- Burkina Faso
- Ghana
- Guinée-Bissau
- Maroc
- Mali
- Maurice
- Mauritanie
- Niger
- Tunisie

### Statistiques
La population totale de ces cinq États représente 92 millions d'habitants en 2016.
Voici également le classement des principales éditions linguistiques de l'encyclopédie Wikipédia consultées en 2013 dans les cinq États africains où le français est largement utilisé (≥ 1 %) :
| Rang | Langue   | %   | Pages vues  |
| ---- | -------- | --- | ----------- |
| 1    | Français | 51  | 499 716 000 |
| 2    | Arabe    | 28  | 269 880 000 |
| 3    | Anglais  | 19  | 179 852 000 |
| -    | Autres   | 2   | 22 850 000  |
| -    | Total    | 100 | 972 298 000 |

## Autres États africains membres de l'OIF
- Cap-Vert (lusophone)
- Égypte (arabophone)
- Gambie (anglophone)
- Ghana (anglophone)
- Guinée-Bissau (lusophone)
- Guinée équatoriale (hispanophone)
- Mozambique (lusophone)
- Sao Tomé-et-Principe (lusophone)
- Sierra Leone (anglophone)
- Seychelles (anglophone)

## Images d'Afrique francophone

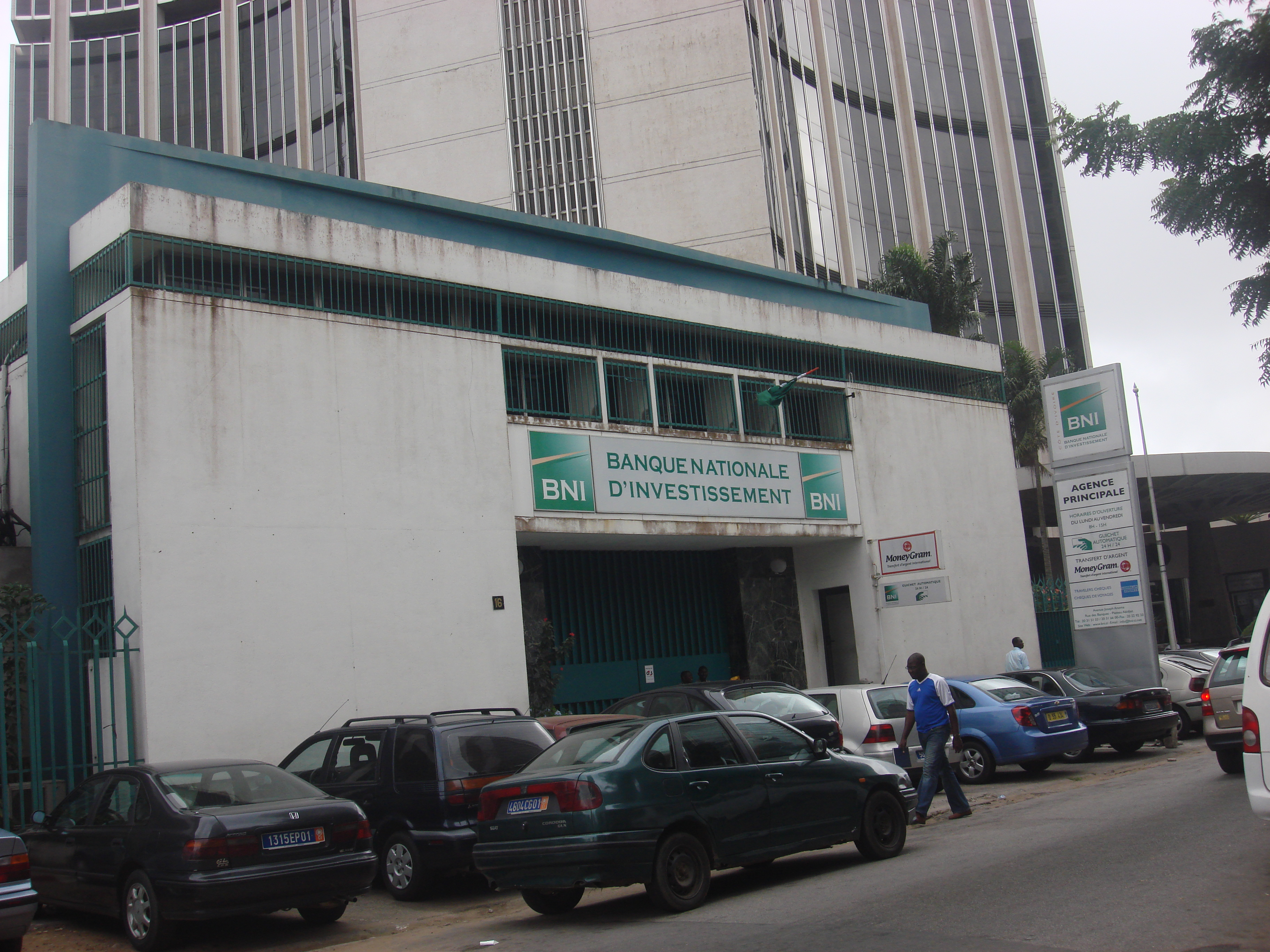
Banque nationale d'investissement (BNI), rue des banques au Plateau à Abidjan, Côte d'Ivoire.
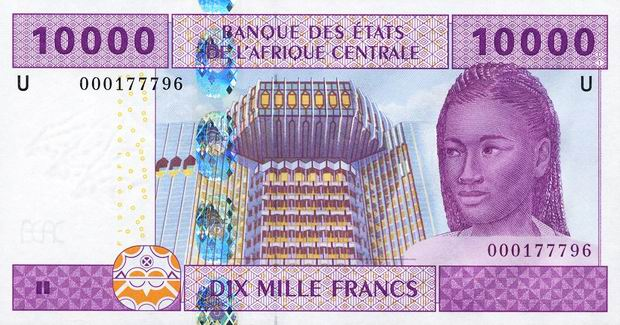
Billet de 10 000 franc CFA (15 € ; 23 $CAN; 15 CHF; 17 $US),
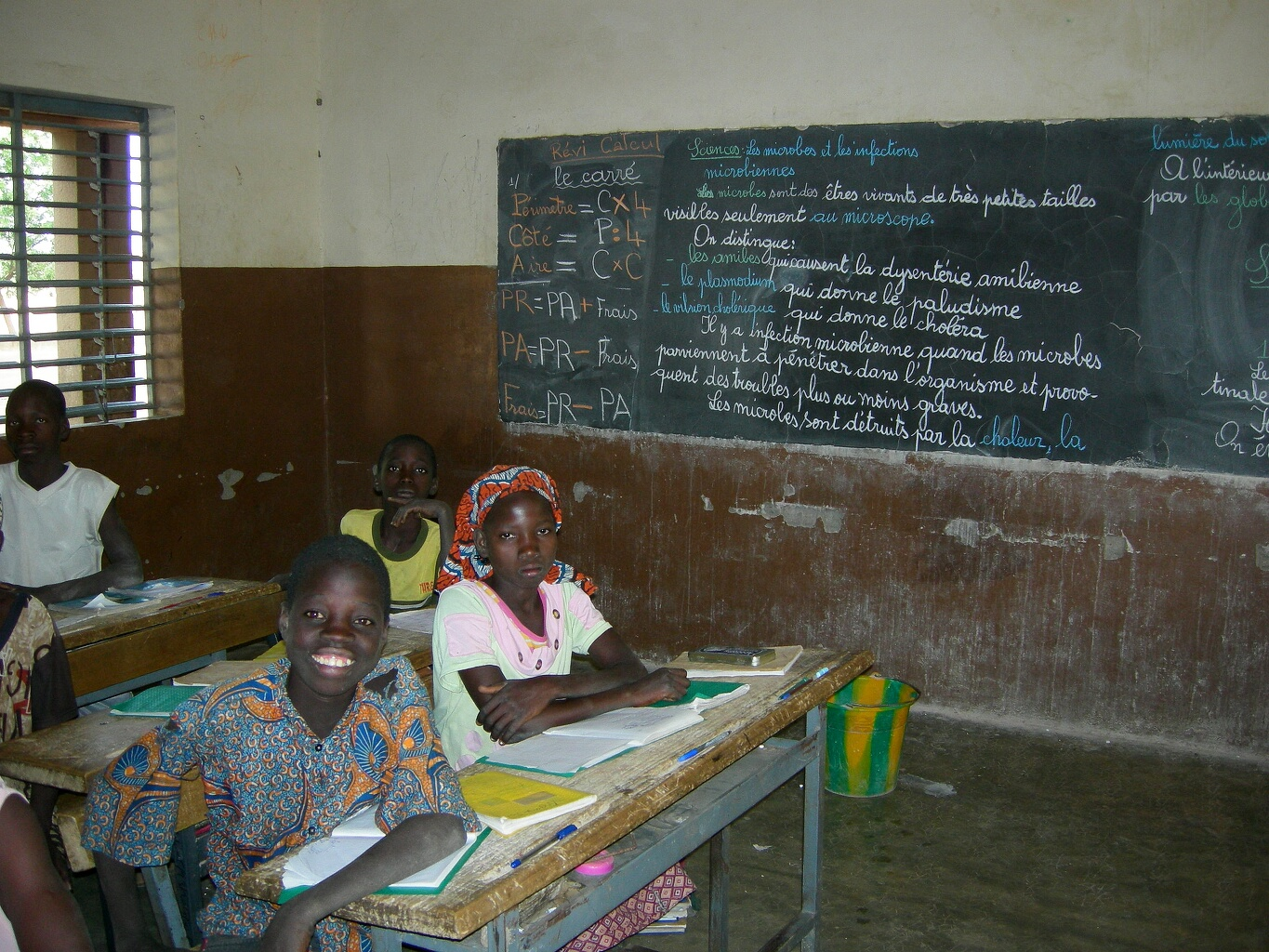
Le français est la langue de l'enseignement dans une grande partie de l'Afrique francophone. Sur l'image : une école à Dourtenga au Burkina Faso.
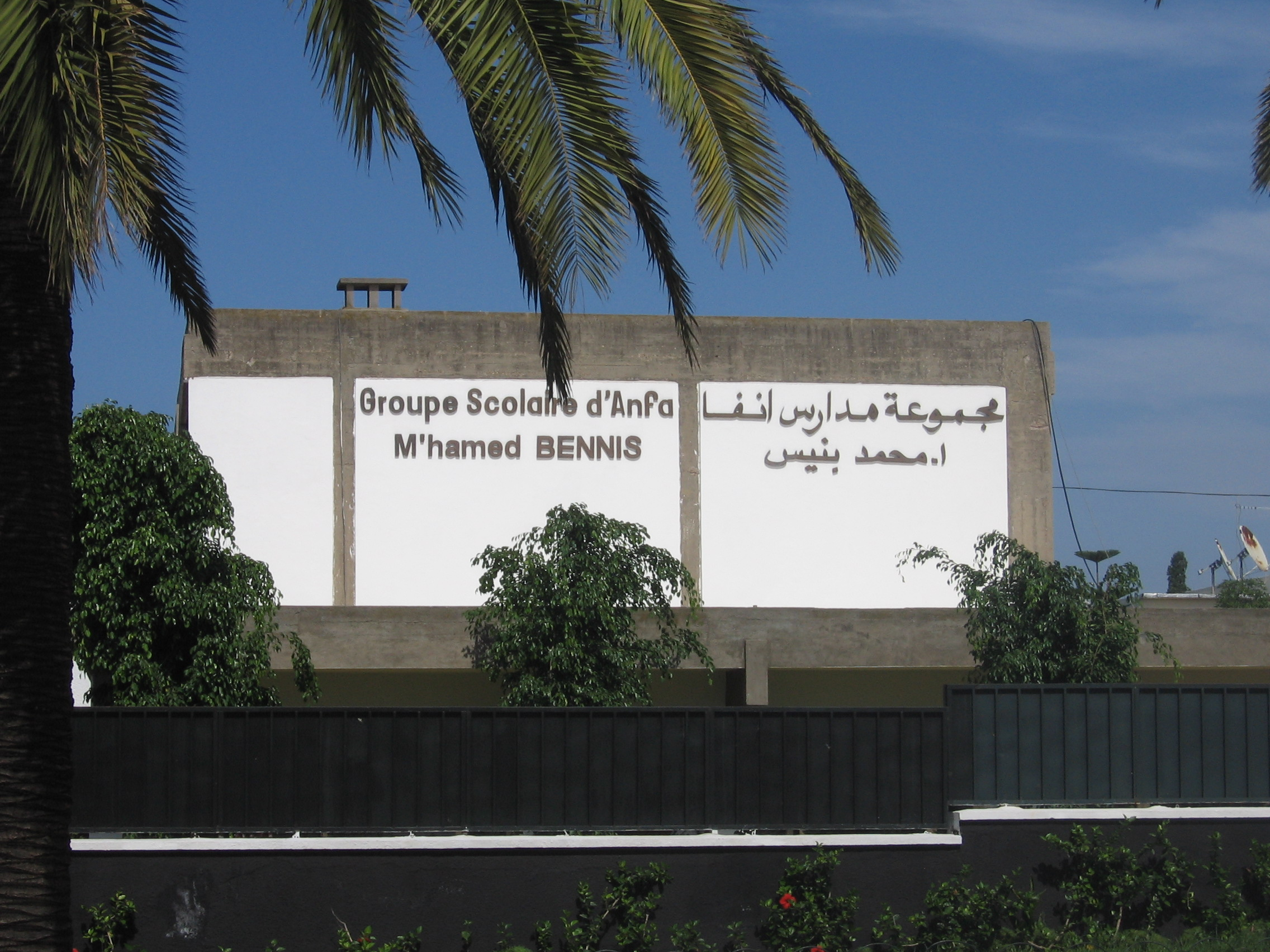
Une école dans le quartier d'Anfa à Casablanca, Maroc.
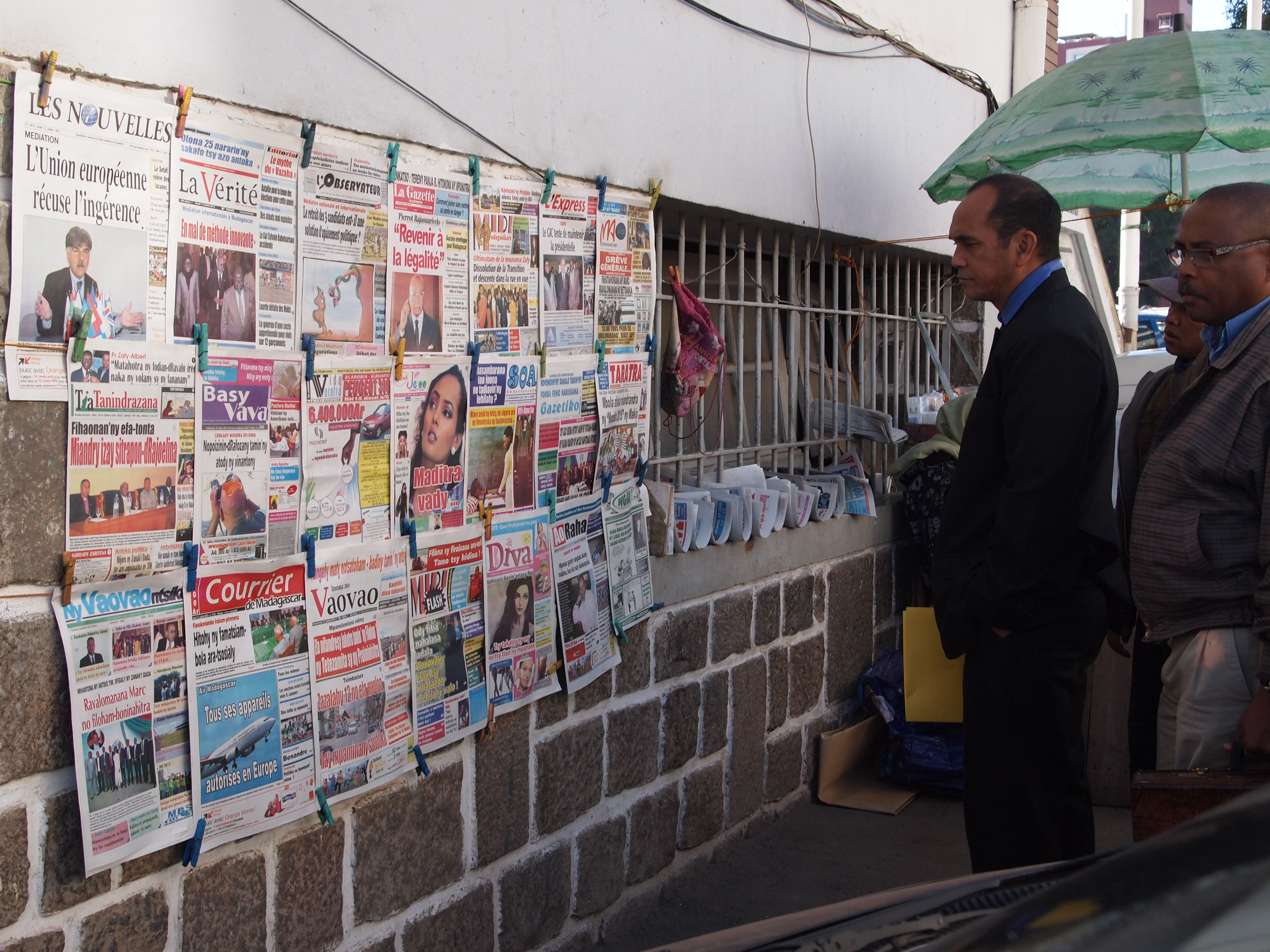
Journaux locaux en français et en malgache à Tananarive, Madagascar.
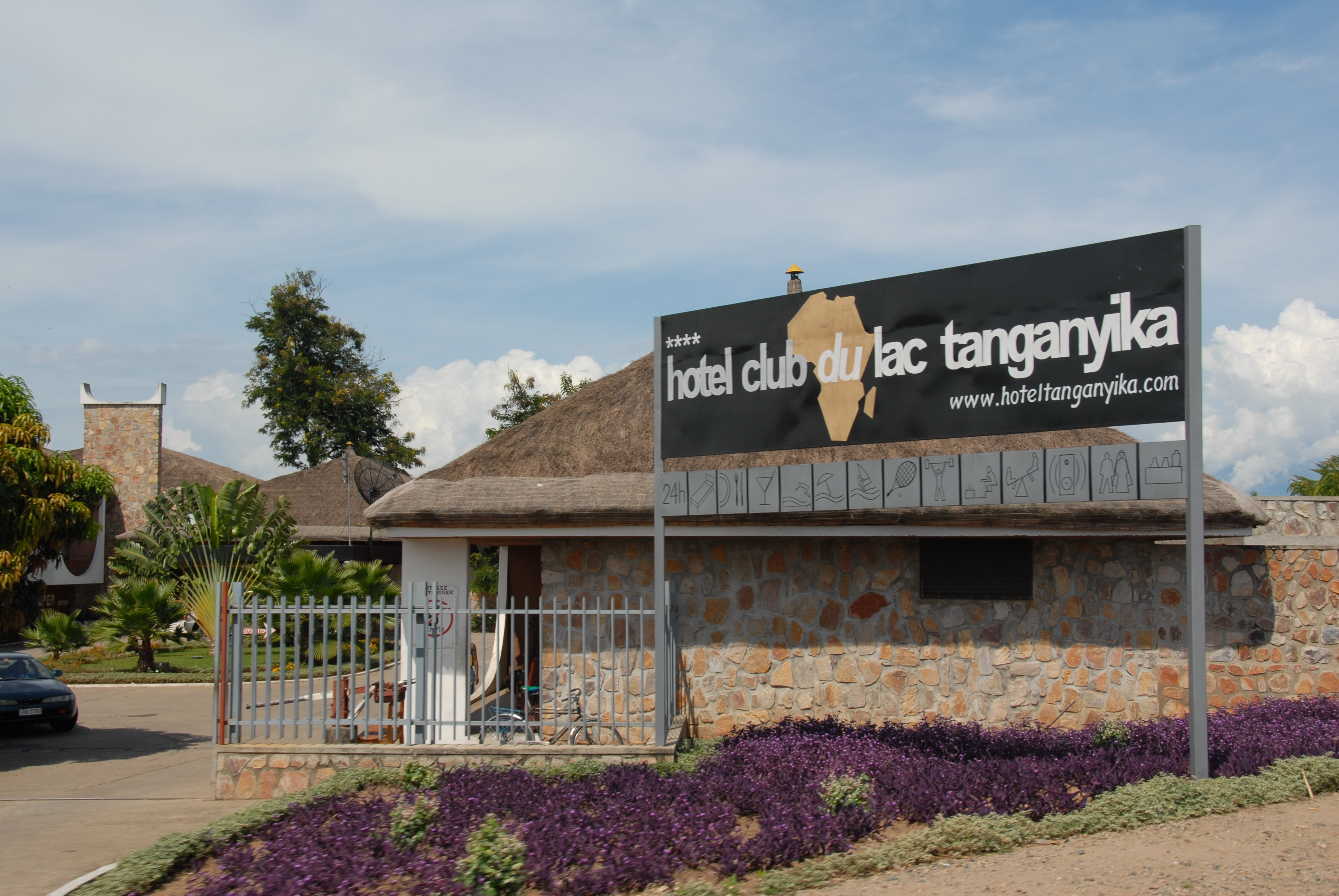
Un complexe touristique sur les rives du lac Tanganyika au Burundi.
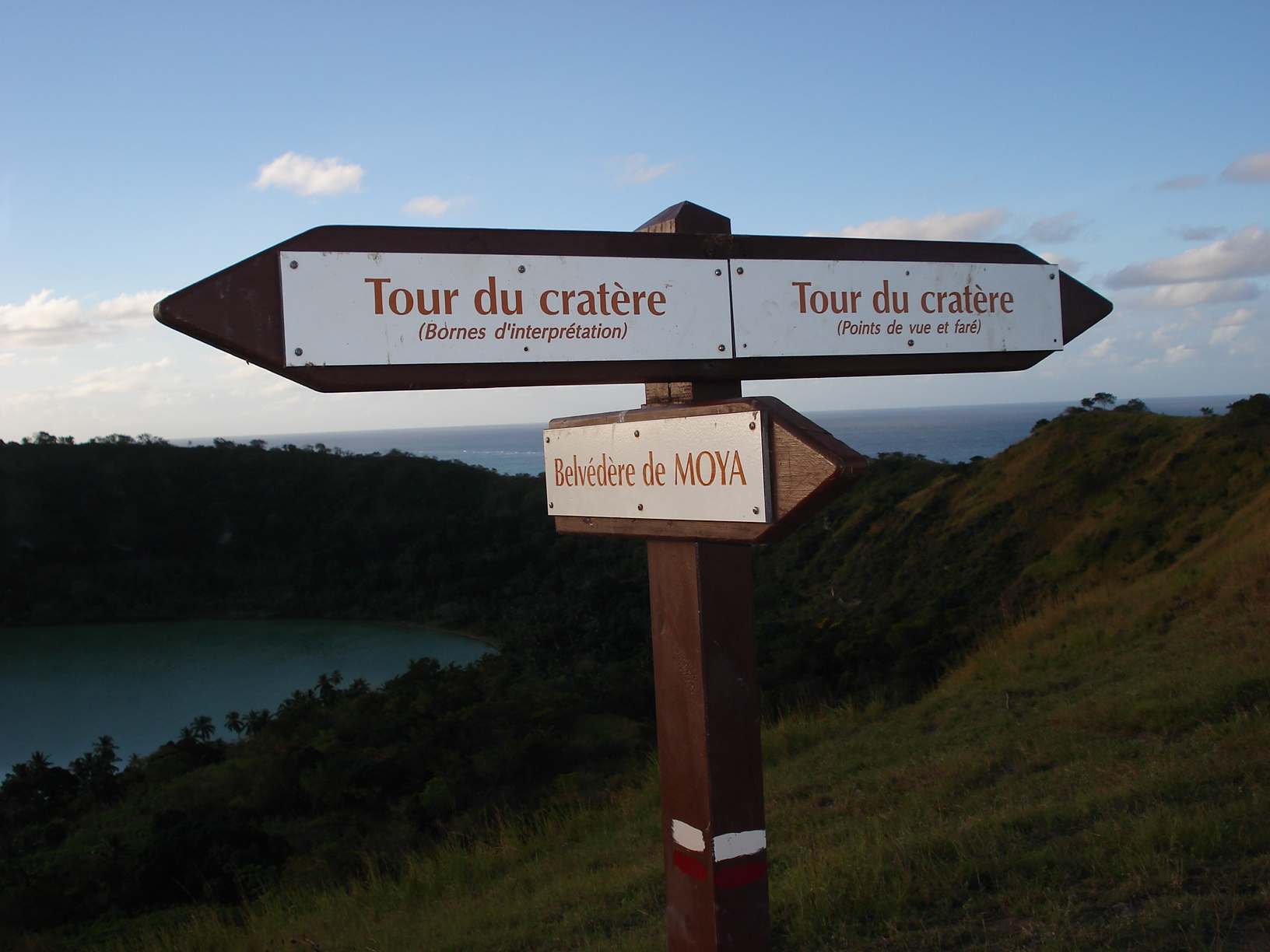
Sentier de randonnée autour du lac de cratère Dziani Dzaha, sur la Petite-Terre à Mayotte.